# Antonia María de Heredia
Antonia María de Heredia, VIII marchesa di Rafal, V contessa di Granja, VIII baronessa de Puebla, (in spagnolo: Antonia María de Heredia y Rocamora) (Saragozza, 12 giugno 1746 – Orihuela, 1808), è stata una nobildonna spagnola.

## Biografia
Era la figlia di Antonio de Heredia, e di sua moglie, Antonia de Rocamora.
Nel 1761 ereditò il titolo di marchesa di Rafal, contessa di Granja e baronessa de Puebla alla morte del fratello Antonio.

## Matrimoni

### Primo Matrimonio
Sposò, il 22 aprile 1762 a Orihuela, Juan María del Castillo, IV conte di Moriana de Río, capitano del reggimento di fanteria dell'Andalusia. Ebbero un figlio:
- Juan del Castillo (1765-16 agosto 1770)

### Secondo Matrimonio
Sposò, il 21 marzo 1774, Pablo Melo de Portugal, IV marchese di Vellisca. Ebbero due figli:
- Vicente Melo de Portugal (1774-1831), sposò María de la Concepción González de Avellaneda, non ebbero figli;
- María del Pilar de Portugal (10 novembre 1776-24 agosto 1835), sposò José Manuel de Villena, ebbero un figlio.

## Morte
Morì nel 1808 a Orihuela.